# Dionüsziosz (mitográfus)
Dionüsziosz (Kr. e. 2. század) görög mitográfus

## Élete
Szamosz vagy Rodosz szigetéről származott. Írt egy hét fejezetből álló művet, amely mítoszokat tartalmazott, erről a „Küklographosz” melléknevet kapta. A késő alexandriai korszakban élt, a Szuda-lexikon neki tulajdonít még egy helyi mondákra vonatkozó munkát is, illetve egy rövidebb könyvet, amelyben gyermekeknek szóló történeteket, mítoszokat írt le. Ókori források egy álmoskönyvet is neki tulajdonítanak, erről azonban semmi közelebbit nem tudunk, mitográfiai munkáiból is csupán töredékek maradtak fenn.